# Cacatua pastinator
La cacatúa cavadora (Cacatua pastinator) es una especie de ave psitaciforme de la familia Cacatuidae endémica del suroeste de Australia Occidental.

## Descripción

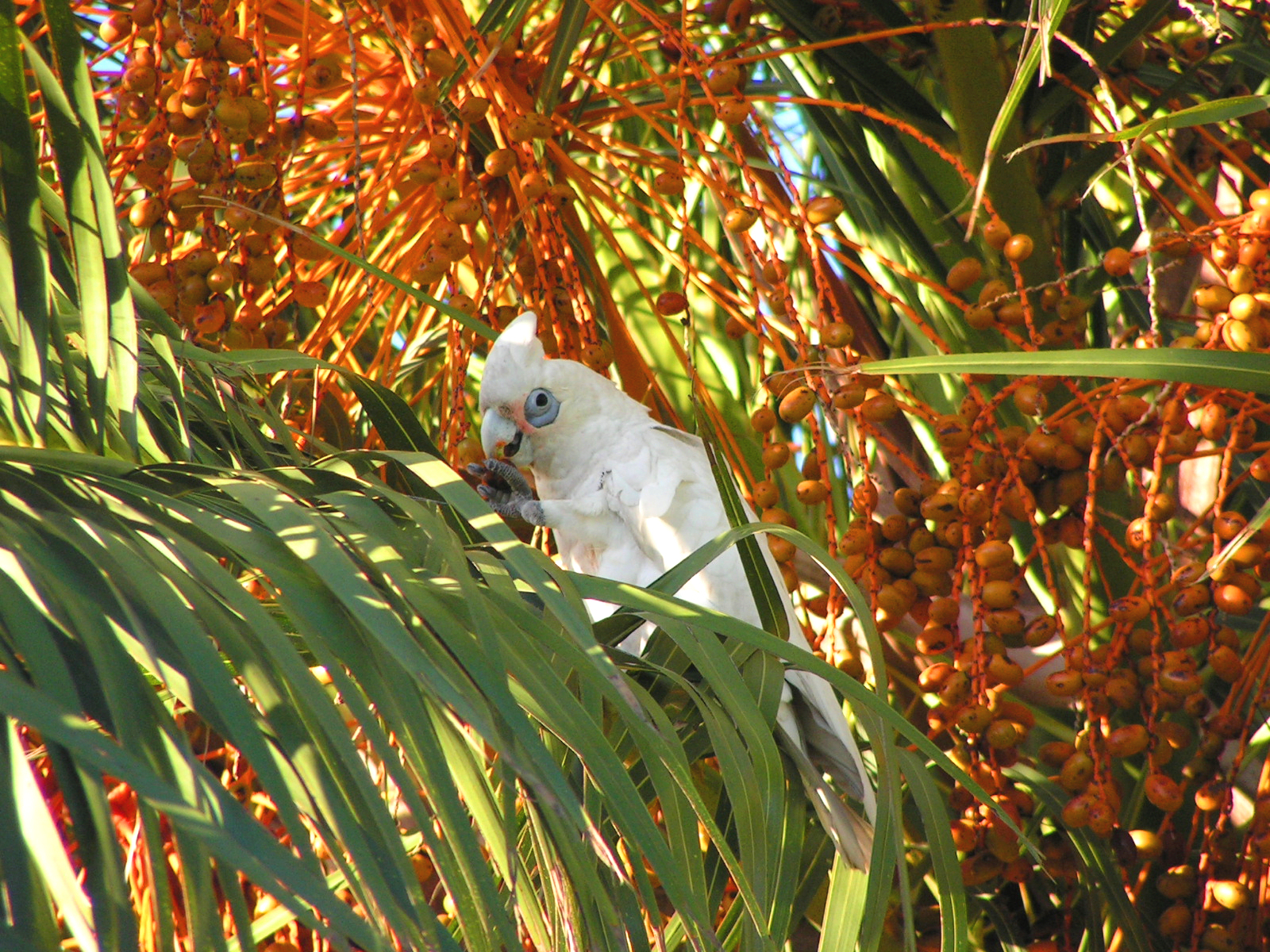
Cacatua pastinator pastinator en Perth, Australia Occidental.

Las cacatúas cavadoras miden entre 40 y 45 cm de largo. Su plumaje es blanco con las únicas excepciones de las plumas que rosadas que rodean el pico y las plumas de la parte inferior de las alas y cola que tienen matices amarillos. Las carúnculas de las mejillas, los anillos oculares y las patas son de color azul celeste, mientras que su pico es blanquecino. Presenta una cresta eréctil pequeña en comparación con otras cacatúas. Ambos sexos son de apariencia similar.

## Distribución y hábitat
Sus hábitats naturales son los bosque de Eucalyptus y los herbazales secos del suroeste de Australia Occidental.

## Taxonomía
Antes de ser reconocida como especie fue considerada subespecie tanto de la cacatúa sanguínea como de la catatúa picofina. Se incluye dentro del subgénero Licmetis. Se reconocen dos subespecies de cacatúa cavadora:
- Cacatua pastinator pastinator (Gould, 1841) comúnmente denominada cacatúa de Muir;
- Cacatua pastinator derbyi (Mathews, 1916) comúnmente denominada cacatúa de Butler.

## Reproducción

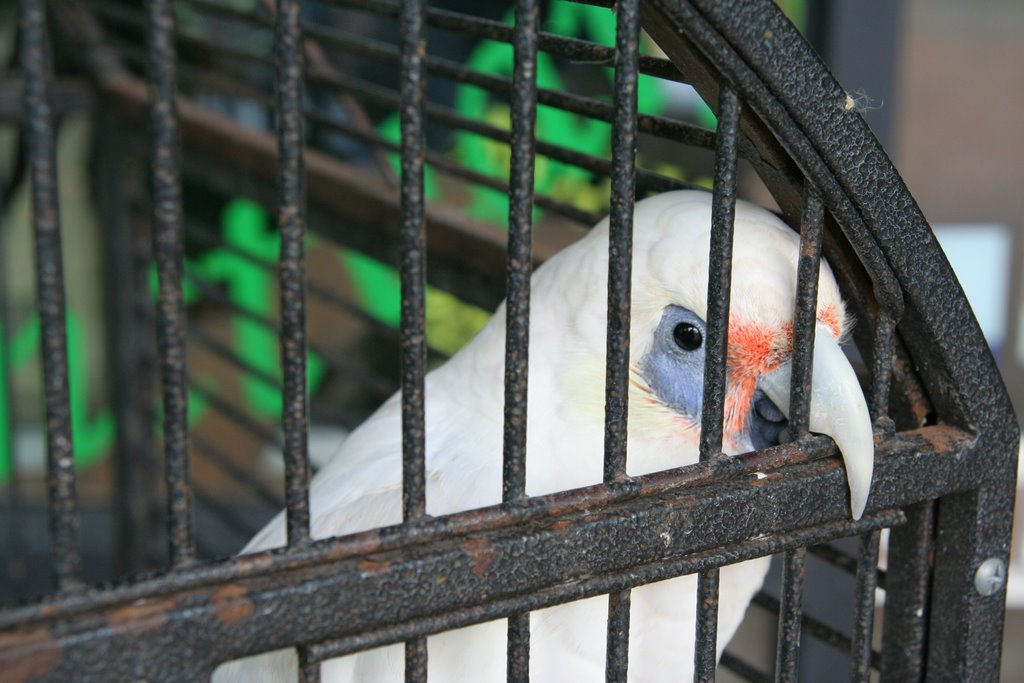
Cacatúa cavadora enjaulada.

Las hembras ponen de 3 a 5 huevos en un nido situado en el hueco de un árbol. La incubación dura entre 23 y 24 días. Los pollos dejan el nido a las 8 semanas.

## Avicultura
Esta especie es capaz de imitar claramente la voz humana, y como el resto de las cacatúas establece fuertes lazos con sus dueños. La cacatúa cavadora puede mostrarse agresiva con otras aves en un aviario. No es una especie de cacatúa frecuente en avicultura.

## Estado de conservación
Aunque generalmente es poco común, ha expandido su área de distribución en las últimas décadas y por ello está catalogada globalmente como Especie bajo preocupación menor. Sin embargo la subespecie nominal es relativamente rara, con una población natural de unos 3000 individuos, y se considera Vulnerable.